# Douăzeci și cinci de mii de lei (monedă românească)
Douăzeci și cinci de mii de lei a fost cea a doua cea mai mare valoare nominală a unei monede emise vreodată în România. A fost bătută doar în 1946, pentru a marca sfârșitul celui de-Al Doilea Război Mondial.

## Istorie

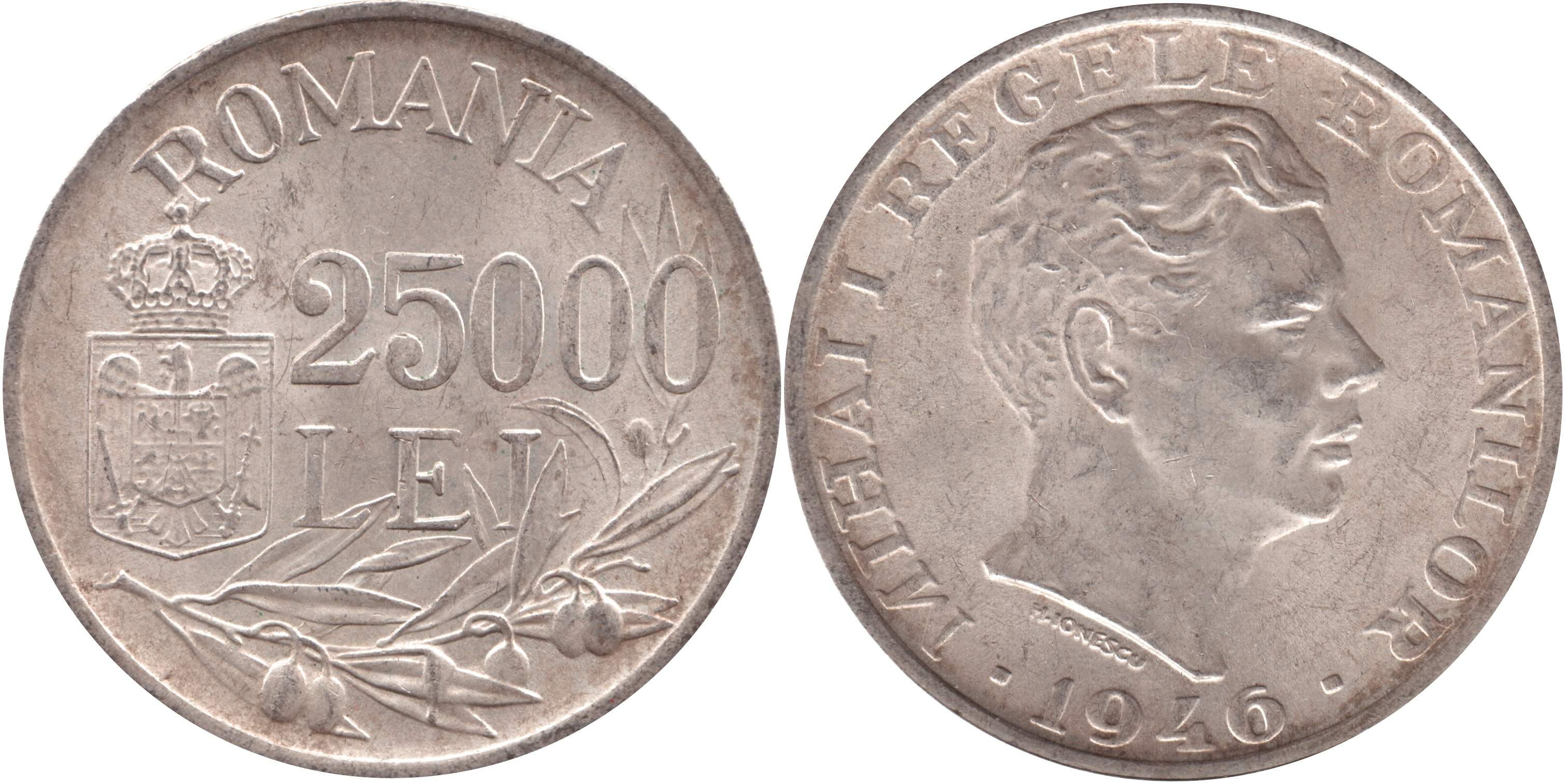
Monedă de 25.000 de lei din 1946

Moneda a fost reglementată prin Înaltul decret regal nr. 870 din 1 aprilie 1946 pentru punere în circulație de monete jubiliare de argint în valoare nominală de 25.000 lei și introdusă în circulație la 5 aprilie 1946.
Aceasta avea un diametru de 32 mm, cu o toleranță de ±0,05 mm, o grosime de 2 mm, o greutate de 12,5 g, cu o toleranță de ±1%, și fost realizată din 70% argint și 30% cupru, cu o toleranță a argintului de ±0,5%. Aversul prezenta efigia regelui Mihai I al României înconjurată de inscripția MIHAI I REGELE ROMANILOR ▪ 1946 ▪. Sub efigie se găsea inscripția H. IONESCU, reprezentând semnătura artistului modelator, Harlambie Ionescu. Reversul prezenta, în partea superioară, numele țării, ROMANIA. În câmpul central, în dreapta, era gravată valoarea nominală, 25000 LEI, iar în stânga se afla Stema mică a Regatului României. În partea inferioară era reprezentată o ramură de măslin. Muchia era netedă și avea incusă deviza Regatului României, NIHIL ×× SINE ×× DEO ⇁∙↽.
În ceea ce privește inscripția de pe muchie, aceasta diferă de la speciment la speciment, începând din puncte diferite. În plus, scrisul poate fi orientat fie către avers, fie către revers, în funcție de monedă. 
Conform articolului I al Înaltul decret regal nr. 870 din 1 aprilie 1946, cuantumul acestor monede a fost fixat la 50.000.000.000 lei. Tirajul final a fost de 2.372.600 de exemplare, realizate la Monetăria Națională.
O parte din argintul folosit în baterea monedei a provenit din topirea vechilor monede de 200 de lei din 1942 și din importul a două vagoane de argint din Ungaria.

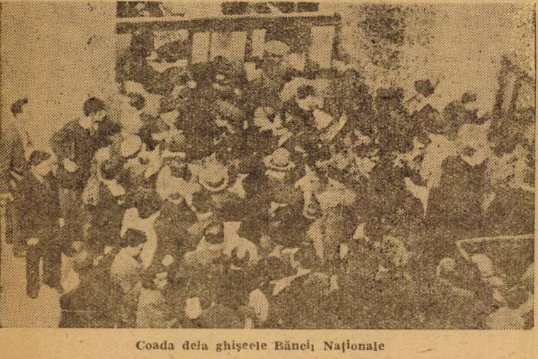
Cotidianul, 1946-04-10, nr. 8, p. 3, „S'a născut o noua coadă ...nu la pâine, ci la ghișeele Băncii Naționale, unde se dau fără bonuri, dar cu bani de hartie, monete de argint”

Moneda de 25.000 lei din argint a fost intens tezaurizată de populație imediat după punerea în circulație. În urma cererii ridicate, Ministerul Finanțelor a dispus ca o cotă de aproximativ 20% din salariile și pensiile aferente lunilor aprilie și mai 1946 să fie achitată în această monedă, în limita stocurilor disponibile.
A fost retrasă din circulație prin Înaltul decret regal nr. 803 pentru retragerea din circulație a monetelor de argint 25.000 și 100.000 lei din 28 aprilie 1947 începând cu data de 1 mai 1947. Și-a pierdut puterea circulatorie la 31 mai 1947, iar după această dată a fost acceptată exclusiv pentru plata impozitelor până la 30 iunie 1947.
După Reforma monetară din 1947, Banca Națională a României a lansat un program de achiziție a argintului sub formă de monede și obiecte, stabilind un preț de 2.306 lei pentru un kilogram de argint fin. Au fost fixate prețuri pentru monedele din argint retrase din circulație, inclusiv emisiuni mai vechi, precum cele din timpul domniilor regelui Carol I și Carol II. Cozile formate la sediile BNR, menționate în presa vremii, sugerează că astfel de monede erau încă larg deținute de populație.
Potrivit unui comunicat din 10 septembrie 1947, prețurile oferite de BNR pentru monedele de argint erau următoarele:
- 50 bani (Carol I) – 5 lei
- 1 leu (Carol I) – 9,50 lei
- 2 lei (Carol I) – 19 lei
- 5 lei (Carol I) – 52 lei
- 250 lei 1939–1941 (Carol II și Mihai I) – 23 lei
- 200 lei 1942 (Mihai I) – 11,50 lei
- 500 lei 1941 (Mihai I, jubiliară) – 48 lei
- 500 lei 1944 (Mihai I) – 19,50 lei
- 25.000 lei 1946 (Mihai I) – 20 lei
- 100.000 lei 1946 (Mihai I) – 40,50 lei[14]